# Pengalehan
Pengalehan (Pengalihan) is een bestuurslaag in het regentschap Indragiri Hilir van de provincie Riau, Indonesië. Pengalehan (Pengalihan) telt 2676 inwoners (volkstelling 2010).